# Pheosiopsis diehli
Pheosiopsis diehli är en fjärilsart som beskrevs av Wolfgang Dierl 1976. Pheosiopsis diehli ingår i släktet Pheosiopsis och familjen tandspinnare. Inga underarter finns listade i Catalogue of Life.